# Holztechniker
Als Holztechniker werden in Deutschland staatlich geprüfte Techniker der Fachrichtung Holztechnik bezeichnet. Die Qualifikation entspricht der Niveaustufe 6 des Deutschen Qualifikationsrahmens.
Die Ausbildung wird von Lehrern und Dozenten aus der freien Wirtschaft an Fachschulen durchgeführt. Dies gewährleistet sowohl die Vermittlung wirtschaftlicher Grundkenntnisse, als auch eine praxisorientierte Ausbildung. Auch Arbeitspädagogik kann erlernt werden. Der Abschluss berechtigt sich im Holz-Handwerken selbständig zu machen und mit der Ausbildereignungsprüfung auch auszubilden. 
Eine besondere Rolle spielen dabei die anspruchsvollen Projektarbeiten, die zum Teil in Zusammenarbeit mit Unternehmen aus der Holzbranche durchgeführt werden. Die Projekte werden als Einzelleistung oder in Kleingruppen durchgeführt.

## Zulassungsvoraussetzungen
Erfolgreich abgeschlossene Berufsausbildung im Bereich der Holztechnik sowie ein Jahr Berufspraxis. Im Allgemeinen wird je nach Bundesland ein mittlerer Schulabschluss oder Hauptschulabschluss als Vorbildung vorausgesetzt.

## Tätigkeitsbeschreibung
Holztechniker arbeiten überwiegend in holzbe- und holzverarbeitenden Betrieben. Sie sind zuständig für die komplette Abwicklung von Aufträgen, für Auftragsplanung und Auftragssteuerung, vor allem für Kostenrechnung, Materialplanung, Arbeitsgestaltung, Terminplanung und Mitarbeiter-Führung, Entwurf und Konstruktion von Produkten.
Holztechniker finden ihren Arbeitsplatz in sämtlichen Bereichen der Arbeitsvorbereitung in mittelständischen Tischlereibetrieben, Sägewerken, in der Sperrholz- und Spanplattenherstellung, in der Möbelfabrikation oder im Holzbau. Auch in Zulieferbetrieben wie in der Lack-, Leim- und Beschlagteileindustrie finden sie Arbeitsmöglichkeiten.
Holztechniker haben sowohl technische wie organisatorische Probleme zu lösen. Dabei sind die besonderen Eigenschaften des Werkstoffes Holz mit seinen wachstumsbedingten Streuungen der Materialkennwerte und oft von der Norm abweichenden Eigenschaften zu beachten. Darüber hinaus sind die Unterschiede zwischen den einzelnen Holzarten sowie das Zusammenwirken mit anderen Materialien von großer Bedeutung und zu berücksichtigen.
Schwerpunkt der Ausbildung und vor allem der späteren Tätigkeit als Holztechniker liegt in der Analyse, Organisation und Steuerung der Fertigung und Produktion holzbe- und -verarbeitender Prozesse. So erstellen Holztechniker Produktions-, Fertigungs- und Baupläne der zu fertigenden Produkte, z. B. Holzhäuser und Holzkonstruktionen, Möbel, Treppen, Fenster, sowie detaillierte technische Zeichnungen. Für die Konstruktion und Produktion bestimmen sie die genauen Maße, die Verfahren, die Werkstoffe, gegebenenfalls auch das Design sowie alle Arbeits- und Fertigungsschritte und den zeitlichen Rahmen. Entscheidend sind dabei, neben den jeweiligen betrieblichen fertigungstechnischen Möglichkeiten, die Käuferinteressen und aktuellen Trends. Sie überwachen und kontrollieren alle Arbeits- und Fertigungsschritte, vor allem die plangetreue Nutzung von Maschinen und Anlagen, führen die anschließende Qualitätskontrolle durch.
Holztechniker sind jedoch nicht nur für die Produktions- und Fertigungsprozesse von Produkten aus Holz und Holzwerkstoffen zuständig, sondern auch für die Entwicklung, Konstruktion und den Bau von holzbe- und verarbeitenden Maschinen und Anlagen.
Ein weiteres Betätigungsfeld finden Holztechniker in der Entwicklung und Forschung. So untersuchen sie Hölzer, Holzwerkstoffe, gegebenenfalls auch Holz-Kunststoff-Verbindungen beispielsweise auf ihre Tragfestigkeit, Dichte, Wärmedämmungs- und Schallschutzmöglichkeiten sowie auf ihre Witterungsbeständigkeit.